# Ramana Maharshi
Ramana Maharshi, född 1879, död 1950, var en indisk filosof och mystiker.